# Hermès
Pour les articles homonymes, voir Hermès (homonymie).
Dans la religion grecque antique, Hermès (Ἑρμῆς / Hermễs en grec, Ἑρμᾶς / Hermãs en dorien) est une des divinités de l'Olympe. Il est le messager des dieux, principalement de Zeus, au même titre qu'Iris, et leur intermédiaire auprès des hommes.
Donneur de la chance, inventeur des poids et des mesures, gardien des routes et carrefours, il est le dieu des voyageurs, des bergers, des commerçants, des voleurs et des orateurs. Il conduit les âmes aux Enfers.
Il tient une place importante dans la mythologie grecque en intervenant dans de nombreux mythes. Son équivalent latin est Mercure.

## Étymologie
Le nom d'Hermès Hermeíãs d'où ionien-attique Hermễs semble attesté dans les tablettes mycéennes. L'absence d'étymologie sûre a suggéré que le dieu pouvait être une divinité préhellénique ou empruntée, mais aucune de ces hypothèses n'a conduit quelque part.
Paul-Louis van Berg rapproche le nom grec Hermês (Ἑρμῆς) du nom sanskrit Sarameya (सारमेय), signifiant « fils de Saramā ». Saramā est une chienne divine messagère dans le Rig-Veda, Sarameya étant un épithète fréquent d'Agni, le dieu védique du feu.
Felice Vinci et Arduino Maiuri rapprochent son nom du terme sanskrit gharmah, « chaleur », dont la racine se retrouve dans l'adjectif grec θερμός, « chaud », « ardent » (ainsi que dans l'arménien jerm). Selon eux, il est raisonnable de supposer qu'un ancien dieu du feu se cache derrière ses traits.

## Origine
Selon Jean Haudry, son origine lunaire « largement estompée » est néanmoins révélée par le jour de sa naissance : le quatrième jour du mois qui commence après les trois jours de la nouvelle lune. Pour Ernst Siecke, Hermès est un ancien dieu lune indo-européen. Son qualificatif d'Ἀργειφόντης / Argeiphóntês peut être interprété comme celui « qui gonfle dans la clarté », une désignation de la lune dans sa phase ascendante. Il est lié à la déesse lunaire Hécate car il travaillait avec elle pour accroître les troupeaux selon Hésiode.
Des éléments importants de sa légende suggèrent d'identifier Hermès à un ancien « Feu divin »,, : comme Héphaïstos et Prométhée, il est présenté comme l'inventeur de l'allumage du feu par frottement,,. Son association avec Hestia, la divinité du feu sacré et du foyer, est caractéristique du couple contrasté entre feu mobile et foyer fixe,. Hermès représente le feu ouvert, allumé dans les bivouacs par ceux qui voyagent, travaillent ou errent la nuit, tels les bergers, les marchands, les voyageurs et les voleurs, soit, tous ceux qui dans la Grèce antique le considéraient comme leur dieu tutélaire. Le feu des bûchers sur lesquels les corps des morts étaient brûlés explique également sa fonction de dieu psychopompe, qui conduit les âmes des morts vers l'au-delà (Od. XXIV, 1-10). Son caractère phallique est étroitement lié à sa nature de « Feu divin »,.
Pour Felice Vinci et Arduino Maiuri, il est même possible d'identifier le pendant originel d'Hermès dans le monde romain : il ne s'agirait pas de Mercure, mais de l'ancien dieu Terminus, dont la dimension originelle liée au feu s'est progressivement estompée au fil des siècles, comme cela s'est produit aussi pour Hermès. Pour Van Berg, Hermès n'est pas seulement un dieu messager ou pastoral, mais ses fonctions découlent d'une nature ignée originelle fondamentale tout comme le dieu védique Agni. Les convergences frappantes observées entre les deux dieux, renforcée par l'étymologie, conduisent celui-ci à proposer qu'Hermès et Agni sont les héritiers divergents d'une même figure divine indo-européenne associée au feu sacré.

## Mythe antique

### Jeunesse
Selon la légende, il est le fils de Zeus et de Maïa une nymphe des pluies, qui, fille du Titan Atlas, est une immortelle mais n'est pas une déesse,. Il naît un matin dans une caverne du mont Cyllène en Arcadie « pour être le tourment des hommes mortels et des dieux immortels ». Selon le premier Hymne homérique qui lui est consacré, il bondit de son berceau quelques instants seulement après sa naissance et se met en quête du troupeau d'Apollon. Sur son chemin, il rencontre une tortue qu'il tue ; de la carapace, il fabrique une lyre sur laquelle il célèbre sa propre naissance ainsi que la demeure de sa mère. Quelque temps plus tard, il invente la flûte de Pan ou syrinx. Il gagne le soir même la Piérie où paissent les troupeaux divins. Il dérobe cinquante bœufs à son frère Apollon, soit la moitié d'une hécatombe. En cherchant à faire cuire deux des animaux, il découvre l'art de faire le feu en frottant des morceaux de bois l'un contre l'autre, puis consacre la viande aux douze dieux. Lui-même s'abstient de toucher au sacrifice. Après avoir dispersé les cendres, il retourne chez sa mère à laquelle il annonce avec assurance son intention d'embrasser le meilleur des métiers, c'est-à-dire celui de voleur.
Quand Apollon découvre son voleur, Hermès commence par prétendre être un nouveau-né sans malice, proposant même de jurer de son innocence sur la tête de Zeus. Le dieu archer n'est pas dupe et veut saisir son frère par le bras quand Hermès l'arrête par un éternuement. L'affaire est finalement portée devant Zeus. De nouveau, Hermès proteste de son innocence. Amusé par la précocité de son fils, le roi des dieux ordonne la réconciliation ; Hermès devra lui révéler l'endroit où il a caché le troupeau. Il devra aussi charmer son frère en jouant de la lyre, puis lui donner l'instrument ; Apollon lui accorde en échange une baguette d'or, le futur caducée, et le don de prophétie mineure par le biais de l'oracle des Thries (femmes-abeilles).
Selon Pausanias, il est élevé par Acacos, fils de Lycaon, par ailleurs fondateur d'Acacésion en Arcadie, d'où son épiclèse d'« Acacésien ».

### Amours et descendance
Il apparaît souvent sous les traits d'un jeune homme « à sa première barbe, dans le charme de cet âge ». Il se plaît en la compagnie des Charites et des Heures. Devant le spectacle d'Arès et d'Aphrodite faits prisonniers par Héphaïstos, il s'exclame que lui aussi aimerait dormir dans les bras de la déesse, fût-ce au prix de trois fois plus de chaînes.
Avec Aphrodite justement, Hermès engendre Hermaphrodite, divinité bisexuée, mais aussi Éros dans les traditions plus tardives. Il est, selon les auteurs, le père de dieux rustiques à la sexualité débridée tels Pan, son fils par « la fille de Dryops » (Hymne homérique à Pan) ou par la nymphe Thymbris ou Hybris (pseudo-Apollodore), ou par la nymphe Pénélope (les Dionysiaques), voire par Pénélope, femme d'Ulysse (divers récits post-homériques) ; comme Pan ou comme le dieu phallique Priape, parfois également donné pour son fils (Hygin, Fables), il est d'ailleurs souvent représenté sexe dressé (il aime la beauté humaine) et ses amours sont aussi bien féminines (nymphes) que masculines (Pollux, frère jumeau de Castor et archétype du guerrier valeureux, ou le bel Anthéos d'Assessos par exemple). La tradition hésiodique lui prête des amours avec la nymphe-déesse Calypso, rencontrée par Ulysse dans l’Odyssée, qui le rend père du peuple des Céphalléniens (Hésiode, Catalogue des femmes[réf. incomplète]). On le range également volontiers parmi les prétendants de Perséphone et divers chants des Dionysiaques (notamment le chant VI) lui reconnaissent pour épouse Péitho, la déesse de la Persuasion. Pindare, enfin, lui attribue la paternité d'une fille, la déesse messagère Angélia ou La Renommée, sans toutefois indiquer le nom de la mère de cette dernière.
Hermès est également le père d'amants mythologiques célèbres, comme Abdère (amant d'Héraclès) ou Daphnis (de Pan ou Apollon).
Apémosyne a été violée par Hermès.
Parmi ses autres enfants, on compte notamment :
- Autolycos avec Chioné ;
- Céryx ;

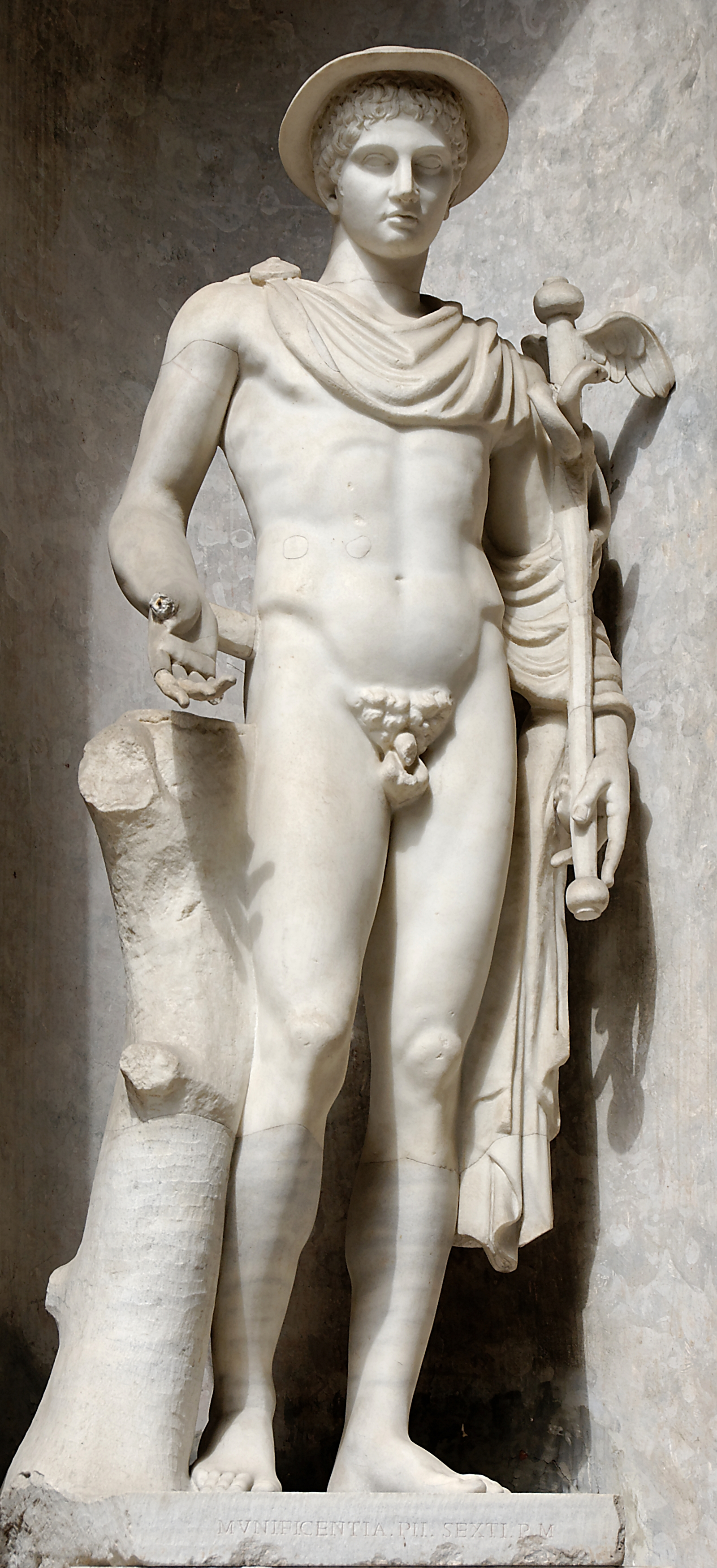
Hermès Ingenui, copie romaine d'un original grec du, musée Pio-Clementino, Vatican.

- Échion, son jumeau Eurytos et Éthalidès, trois argonautes ;
- Eudore ;
- les satyres, avec la nymphe Apémosyne ;
- Palaestra[40].

## Fonctions

### Messager des dieux

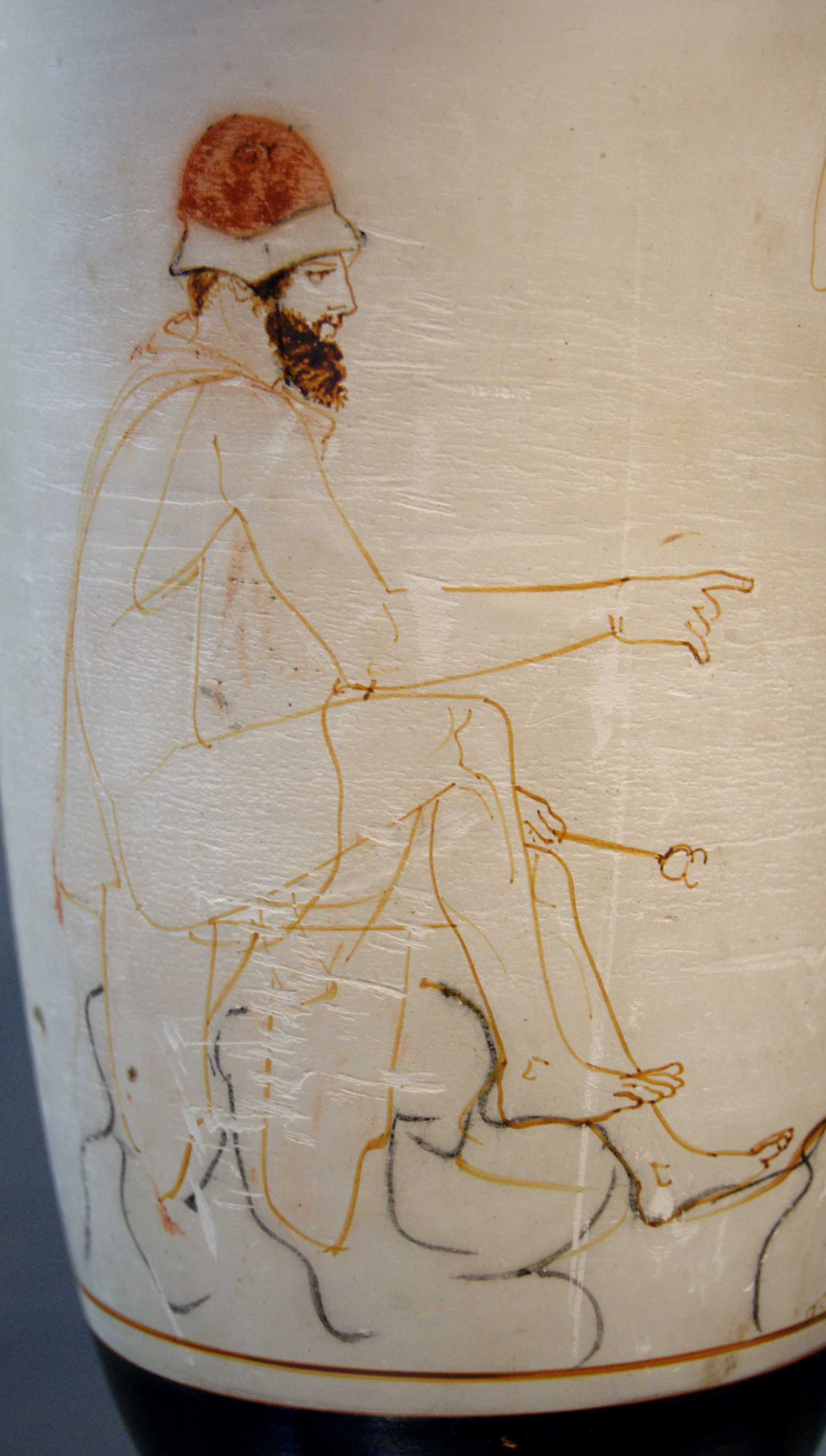
Hermès psychopompe. Lécythe du Peintre de la Phiale, vers 450 av. J.-C., Staatliche Antikensammlungen de Munich.

Sa fonction de dieu messager et accompagnateur a été préfigurée par sa fonction pastorale dont est resté encore plus proche son fils Pan.
Lors de la guerre de Troie, il prend parti pour les Achéens mais ne participe guère à la bataille. Il est messager et guide mais jamais sur le champs de bataille. Cependant il se retrouve face à Léto mère d'Apollon et d'Artémis mais refuse de la combattre. Il se contente d'être le messager et l'interprète (on rapproche son nom du mot ἑρμηνεύς / hermêneús, « interprète ») de Zeus. Ainsi, il guide au mont Ida Aphrodite, Athéna et Héra qui concourent pour la pomme d'or, afin de les soumettre au jugement de Pâris. Il escorte Priam, venu chercher le corps d'Hector, dans le camp grec ; il avertit (sans succès) Égisthe de ne pas tuer Agamemnon ; il transmet à Calypso l'ordre de libérer Ulysse. Après la guerre, c'est lui qui amène Hélène en Égypte.
De même, c'est lui qui, d'après le pseudo-Apollodore, devant enlever Io sur demande de Zeus, tue Argos aux cent yeux, placé en surveillance par Héra, d'où son épiclèse d'« Argiphonte » (Ἀργειφόντης / Argeiphóntês, « tueur d'Argos ») — l'interprétation de cette épithète est pourtant sujette à caution : la légende d'Argos est probablement postérieure à Homère, qui emploie déjà cette épiclèse ; une autre interprétation traduit par « à la lumière blanche, éblouissant». Il guide des héros tout comme Athéna.  Il conduit Persée dans sa quête de Méduse et lui fourni la harpè, une épée recourbée qui permit à Persée de trancher la tête de la gorgone. Il guide Héraclès dans les Enfers.
Conducteur des âmes vers Hadès, d'où son épithète de Πομπαῖος / Pompaĩos, puis plus tard « Psychopompe » (en grec Ψυχοπομπός / Psukhopompós). À la fin de l'Odyssée, on le voit ainsi conduisant les âmes des prétendants dans le pré de l'Asphodèle. L'hymne orphique consacré à l'Hermès souterrain, chthonien ou infernal, le dit fils de Dionysos et d'Aphrodite. Il le qualifie également de « maître des morts ».
Cette fonction de messager, de convoyeur et de héraut ne doit rien à ses origines pastorales, mais est typique des Feux divins : c'est celle du feu sacrificiel qui relie les dieux et les hommes. Cette fonction est également une des fonctions principales d'Agni, la divinité védique, seigneur du feu sacrificiel et du foyer.

### Statut social
Il est qualifié de (w)ánax « roi », de despótēs « maître de maison ». Comme Janus et d'autres Feux divins, il partage le statut et les prestiges du maître du foyer où il brûle.
Mais, extension inverse, il est le dieu des serviteurs. Dans Prométhée enchaîné, Prométhée le qualifie de « valet », de « serviteur », qualifications qui sont en accord avec la fête des Hermaia au cours de laquelle les maîtres servent leurs serviteurs. C'est un dieu populaire qui sert les petites gens et dont le pilier se trouve sur les lieux de leur travail et de leurs divertissements.

### Inventeur
Il est l'inventeur de la production du feu par frottement. Ce faisant, il donne le feu aux hommes, fonction comparable à celle de Prométhée.
Il est aussi l'inventeur de la cithare qu'il donne à Apollon. Ensuite, il invente la flûte de Pan qui reflète ses origines pastorales.

## Nature
Il est, parmi les dieux grecs, le plus proche des hommes et le plus bienveillant à leur égard : il leur donne l'écriture, la danse, les poids et mesures, la flûte et la lyre, le moyen de produire une étincelle lorsque le feu s'est éteint. Aristophane dit de lui que « c'est le plus humain et le plus libéral des dieux ». C'est Hermès qui a fait don de parole à Pandore la première femme et qui a présenté Pandore aux hommes. Il réunit en lui la triade de la pensée de la parole et de l'action. Dieu de la parole, de la voix qui est liée à sa fonction de héraut et qui justifie l'usage de lui réserver la langue des victimes sacrificielles, il est celui qui donne la connaissance : « nous demandons la connaissance, don d'Hermès ». On lui attribue l'invention des mathématiques et de l'astronomie.
Néanmoins, contrairement à Dionysos « philanthrope », il est dit philandros : les hommes (ándres) qu'il favorise sont ses compagnons ou plutôt ses complices, ceux qui réussissent par chance, habileté ou malhonnêteté. Le vol des vaches d'Apollon lui a valu le titre de « Prince des voleurs » et il existe un culte d'Hermès kléptēs « voleur » à Chios comme à Samos. Cette activité se concilie avec son caractère nocturne et son premier hymne homérique le décrit comme un « brigand » et comme un « Ravisseur de bœufs ». Autant de qualités qui s'accordent aux origines pastorales d'Hermès à travers la pratique traditionnelle de la razzia et autant de points communs avec le dieu védique Rudra dont il partage les mêmes liens avec le feu. Dans les deux cas, elles sont liées au paradoxe traditionnel du feu qui se voit mieux dans l'obscurité. Après avoir inventé le feu, Hermès utilise cette invention pour rôtir deux des vaches qu'il a volées, effectuant ainsi un premier sacrifice : il produit ainsi le feu sacré et l'utilise pour transformer l'offrande (la viande) par la cuisson.
Il est avant tout la personnification de l'ingéniosité, de la mètis (intelligence rusée) et de la chance. Le mot « coup de chance », lorsqu'un bienfait arrive inopinément, se dit en grec ancien Ἑρμαιον / hermaíon) et évoque le dieu également. Dans ses Caractères, le philosophe Théophraste rapporte ce proverbe antique : Ἑρμῆς κοινός, « Hermès est à tout le monde », qui signifie que le dieu est loué pour avoir apporté la bonne fortune, le bon hasard,. Il est qualifié de kunánkhēs et de kandaúlēs « étrangleur du chien », « qui triomphe de la malchance ».

### Épithètes et attributs

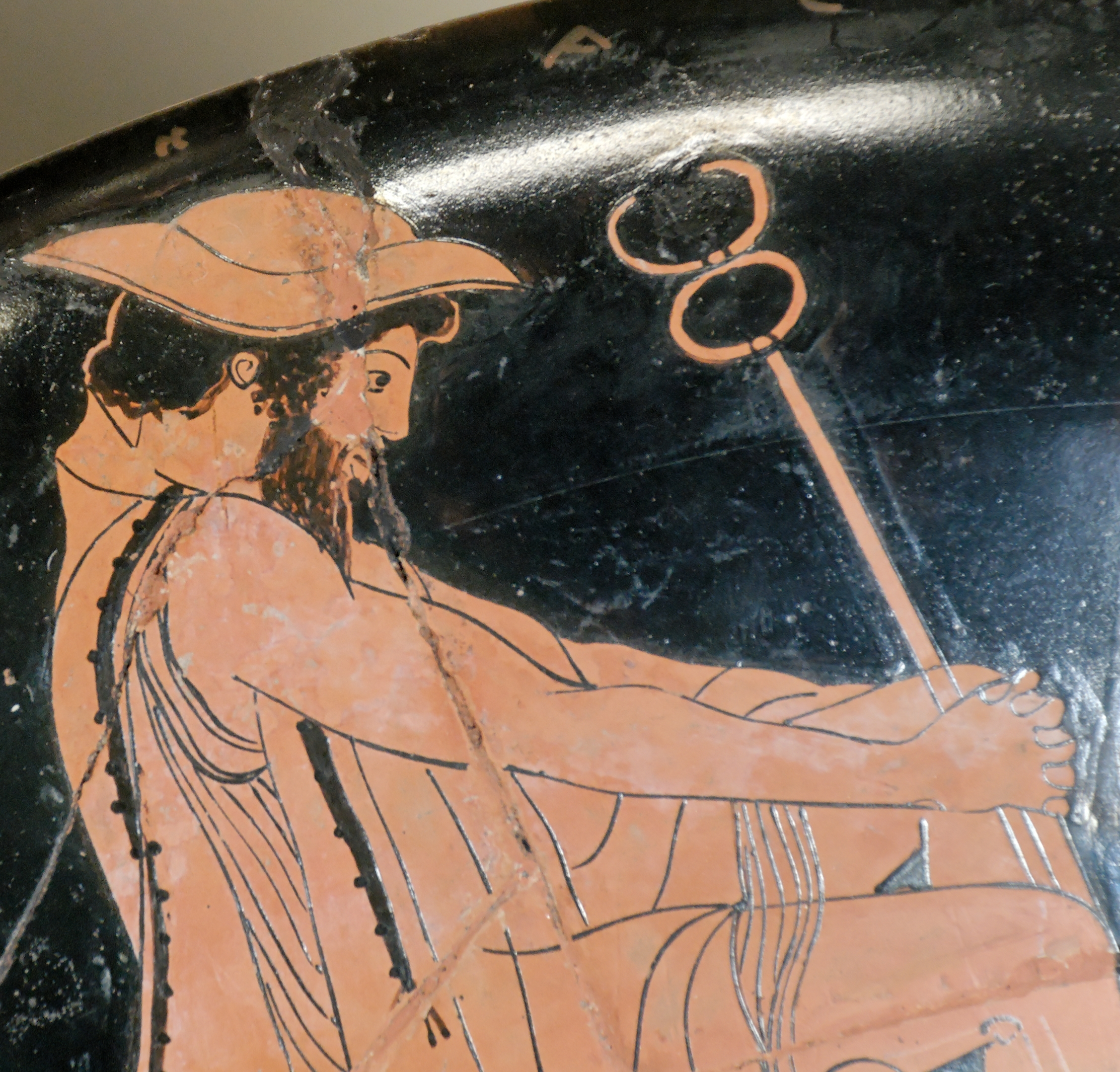
Hermès portant un pétase. Coupe attique à figures rouges, c. 480–470 av. J.-C. Vulci.

- Ses attributs : le pétase (chapeau rond) ailé, le caducée[11], les sandales ailées (grec πέδιλα / pedila, latin talaria) et la bourse d'argent.
- Ses animaux favoris : le coq[61], le bélier, la tortue.
- Épiclèses :
  - Son qualificatif principal Argiphonte (Ἀργειφόντης / Argeiphóntês) se laisse interpréter comme celui « qui brille de blancheur »[62] ou encore celui « qui gonfle dans la clarté », une dénomination de l'astre lunaire dans sa phase ascendante[63] ;
  - κρατύς est une épithète d'Hermès communément attestée dans la formule κρατὺς Ἀργεϊφόντης. κρατύς signifie « puissant, supérieur » : ce sens se marie bien avec Ἀργεϊφόντης « brillant avec éclat »[64].
  - Acacésien (Ἀκακήσιος / Akakếsios), dont la glose varie entre « bienveillant » et « intelligent », un qualificatif qu'il partage avec Prométhée[65]. Laura Massetti explique toutefois l'épithète ἀκάκητα par la racine indo-européenne *kenk- « sécher/brûler (?) », qui sous-tend plusieurs termes pour « faim, avoir faim », ainsi que certains mots signifiant « sec/brûlant », par ex. , κάγκανος 'sec'. ἀκάκητα aurait signifié à l'origine « tout sécher/brûler »* ou, peut-être, « très affamé », puisque la faim est traditionnellement associée à la brûlure, par exemple, αἶθοψ λιµός « faim brûlante ». Une épithète de ce genre convient parfaitement, selon elle, à la fois à Hermès et à Prométhée, qui partagent une association avec le feu, le vol et le sacrifice, trois composantes des divinités du feu[66].
  - Chtonien (Χθόνιος / Chthónios) ;
  - Psychopompe (Ψυχοπομπός / Psukhopompós) ;
  - phutálmios « qui fait pousser » atteste sa fonction fécondante illustrée par les épis figurant sur les monnaies le représentant. Il fait croître le bétail.
  - Hodios, patron des voyageurs
- Épithètes : 
  - « à la houlette d'or » (Χρυσόρραπις / Khrusórrapis)
- Épithètes homériques:
  - le guide, le messager – Διακτορος (Diaktoros),
  - messager des dieux - Ανγελος Αθανατων (Angelos Athanatôn),
  - messager béni - Ανγελος Μακαρων (Angelos Makarôn),
  - guide immortel – Αθανατος Δαικτορος (Athanatos Diaktoros)
  - fils de Maïa - Μαιαδος Ὑιος (Maiados Huios)..

## Culte

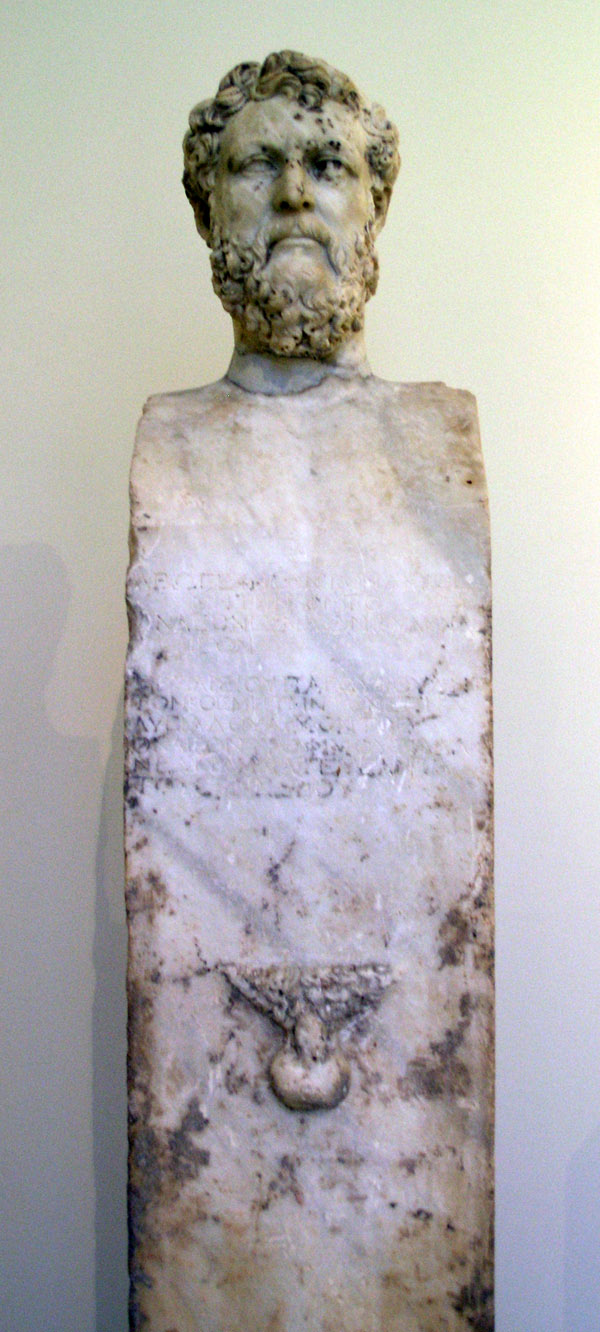
Stèle hermaïque en pierre, 129-138, Musée national archéologique d'Athènes.

### Les hermès
La forme la plus ancienne de son culte s'adressait à ses représentations dites hermai, en Arcadie ou en Attique, sous la forme de colonnes de pierre quadrangulaires surmontées d'une tête barbue, pourvue éventuellement d'un phallus et souvent accompagnées d'une inscription. Ces hermès se trouvaient au bord des routes, sur les frontières, aux croisements, aux portes des villes et des maisons, mais également sur les places, dans les gymnases, les bibliothèques, les sanctuaires. Ils constituent la base de son culte,.
Il était de coutume de placer des empilements de pierres en son honneur aux carrefours : chaque voyageur ajoutait une pierre à l'édifice. Ces tas de pierres ont été peu à peu supplantés par des bornes en pierre de forme phallique placées le long des routes, pour aboutir à la forme équarrie et quadrangulaire des hermès, surmontés de la tête du dieu et portant, en leur centre et en relief, ses attributs virils (voir le scandale de la mutilation des Hermès, Hermocopides, auquel fut mêlé Alcibiade).
Les hermai recevaient des couronnes, des onctions, différents dons comme de la monnaie, des fruits, des épis, des gâteaux, des victimes animales. Quelques-uns de ces hermai sont janiformes, présentent une tête féminine et une tête masculine. D'autres associent deux têtes masculines, l'une imberbe et l'autre barbue. Certaines sont tricéphales, d'autres quadricéphales.
Toute rencontre, tout événement, tout accident imprévu sur une route est appelé « don d'Hermès » (en grec ἕρμαιον / hermaion qui désigne aussi notre coup de chance).

### Culte public

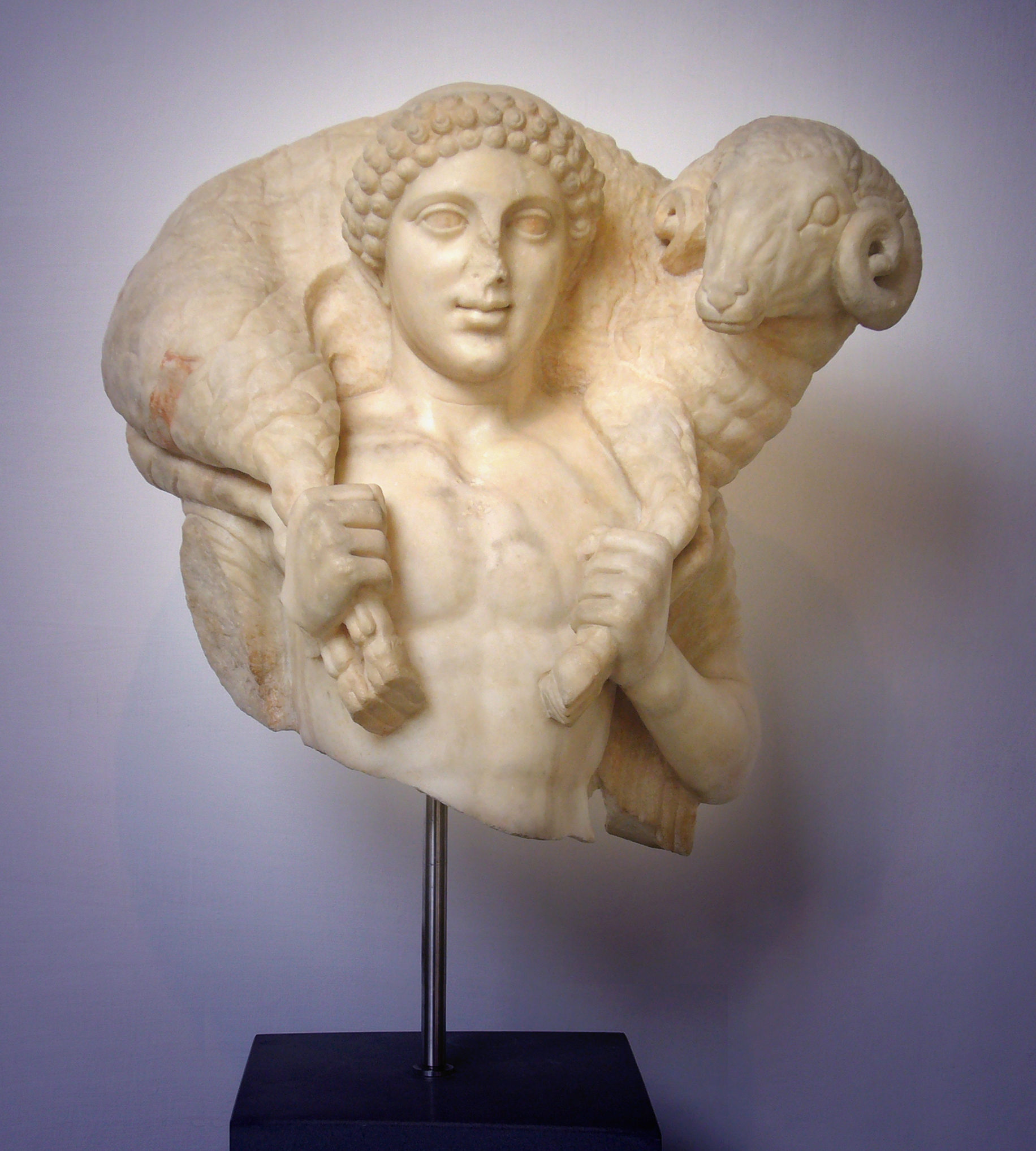
Kriophoros Hermes qui porte le bélier, copie romaine tardive d'un original grec du Musée Barracco, Rome.

En dehors de ces hermès, le dieu n'a pas d'autres sanctuaires : « pas un seul grand temple, pas une ville où le dieu règne en maître incontesté dans une demeure centrale ».
Ainsi, bien qu'il soit un dieu très populaire, son culte public est peu développé. Plusieurs régions de la Grèce, au premier chef l'Argolide, intègrent dans leur calendrier un mois qui lui est dédié, Ἕρμαιος / Hermaios (mi-octobre à mi-novembre). Il semble avoir été associé à une fête des morts. Dans une symbolique similaire, un sacrifice lui est offert, toujours à Argos, le trentième jour suivant des funérailles. À Athènes, au troisième jour des Anthestéries, une offrande de gruau de graines est consacrée à Hermès chthonien. Ce rapport à la mort est lié au cycle du sommeil sur lequel il exerce une influence, notamment sur les rêves. Alors que pour la plupart la mort est un sommeil, Hermès éveille les siens pour une survie consciente. Cet éveil ouvre aux initiés la « voie » hodós des dieux. Ce rôle sera probablement l'origine du lien entre Hermès et la littérature ésotérique dite « hermétique ».
Il est célébré sous le nom de Kadmilos au sanctuaire des Grands Dieux de Samothrace comme le compagnon d'Axieros-Déméter, la Grande Mère[réf. nécessaire].
Des centres oraculaires consacrés à Hermès ont existé pour consulter l'avenir mais le seul dont on ait la certitude se trouve à Pharai en Achaie.
Hermès, messager des dieux était le patron protecteur des Céryces, hérauts officiels qui portaient le caducée comme lui. Hermès est, avec Héraclès, le patron des gymnases et palestres, où son buste est toujours présent. Il protège donc les sportifs et est le fondateur des concours de lutte (sa fille Palaestra est d'ailleurs tout à la fois l'inventrice de ce sport et sa déesse). C'est donc le dieu du commerce, des voyageurs et des voleurs, des pasteurs et de leurs troupeaux, ainsi que des orateurs ou des prostituées.
Sa victime préférée est le bélier et il est souvent représenté en portant un, c'est l'Hermès criophore, figure typique de ses origines pastorales. Comme offrande, il apprécie beaucoup la pâtisserie, affinité commune qu'il partage avec Vesta. Comme dieu des orateurs, ses offrandes préférées sont le lait mêlé de miel et les langues d'animaux.

## Correspondances et postérité

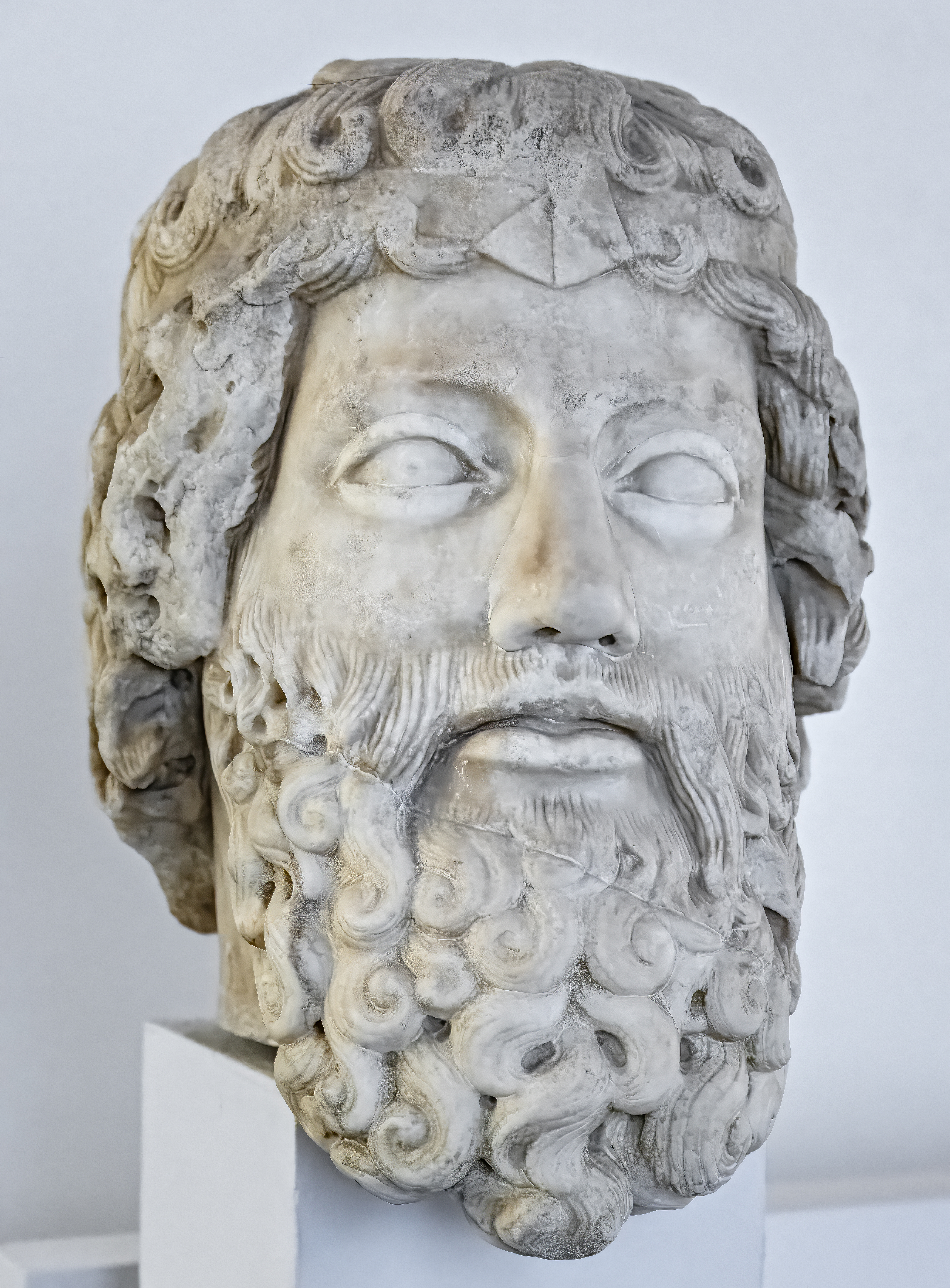
Hermès,, Musée archéologique national de Venise

Dans la Rome antique, Hermès est assimilé au dieu romain Mercure.
Il correspond à Sarmis ou Armis chez les Daces, Armes chez les Scythes et Sarruma en Anatolie
.

### Les trois Hermès
Vers la fin de l'Antiquité, notamment dans l'Égypte hellénisée, Hermès est assimilé à Thot (nom grec — le nom égyptien était Djehuty), le dieu des savoirs cachés. Il devient ainsi l'auteur mythique, sous le nom d'Hermès trois fois le plus grand, ou trismégistos, ou Hermès Trismégiste, d'une véritable bibliothèque ésotérique qui nourrit par la suite, notamment, les travaux des alchimistes du Moyen Âge.
« La généalogie la plus classique d'Hermès à l'époque hellénistique fut élaborée au IIIe ou IIe siècle av. J.-C.. Elle fait commencer la série des Hermès par Thot, qui grava sa science sur des stèles et la cacha. Son fils fut Agathodémon… Le fils d'Agathodémon est le deuxième Hermès, c'est lui que plus tard, au IIe siècle, on appelle souvent Trismégiste… Et le fils du Trismégiste est Tat » (Antoine Faivre).
Pour André-Jean Festugière, la tradition « hermétique » n'a utilisé le nom d'Hermès que comme un prête-nom pour contenter le besoin de révélation propre à l'époque hellénistique.

## Dans les arts et la culture populaire

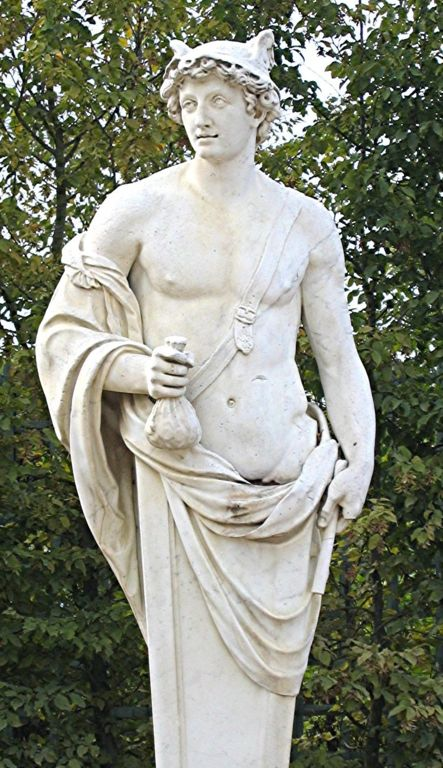
Statue d'Hermès dans les jardins de Versailles.

### Littérature

#### Bande dessinée
- Hermès fait partie des nombreux dieux cités dans la série Astérix.
- Hermès apparait dans plusieurs albums de La Sagesse des mythes.
- Hermès Conditionné est un album paru en 2021 dans Les Petits Mythos.

#### Roman
Dans l'antiquité, Hermès apparait avec humour et dérision dans les Dialogues des morts de Lucien de Samosate, où le dieu renâcle à faire ses tâches de messager dans le monde souterrain.
Au XIIe siècle, Robert de Chester affirme :
« Nous lisons dans les anciennes histoires des dieux qu'il y eut trois Philosophes dont chacun s'appelait Hermès. Le premier fut Hénoch… Le deuxième fut Noé… Le troisième fut l'Hermès qui, après le Déluge, régna en Égypte. » (préface au Liber de compositione alchemiae, 1144).
Plus tard, Hermès apparaît notamment dans les travaux des alchimistes et des hermétistes (qui lui doivent leur nom) sous le nom d'« Hermès Trismégiste ». L'adjectif référant à Hermès est hermaïque.
Dans l'islam, Idris-Hermès est associé à Hénoch, fils de Yared, arrière-grand-père de Noé. Il est mentionné dans le Coran (XIX, 57 ; XXI, 85).
À partir du XXe siècle, dans les littératures de l'imaginaire, notamment la fantasy, Hermès apparaît régulièrement parmi les autres grandes divinités grecques dans les romans qui les mettent en scène. Il apparaît ainsi dans la série romanesque Percy Jackson de l'auteur américain Rick Riordan, publiée entre 2005 et 2010.
En 2017 ,Hélène Montardre écrit Hermès le dieu aux mille dons.

#### Ouvrage
En 1616, Hermès est mentionné au début de la sixième journée dans Les Noces chymiques de Christian Rosenkreutz. La présence symbolique d’Hermès-Mercure dans ce texte couvre deux significations, d'une part le dieu lié à l’alchimie, d'autre part le dieu qui guide le voyageur sur la voie de son devenir, le Mercurius étant également la substance transformante.

#### Poésie
Au XIXe siècle, certains poètes français, appartenant au courant du Parnasse, aiment à traiter des sujets antiques empruntés notamment à la mythologie grecque. André Chénier écrit notamment trois poèmes sur Hermès l'un publié en 1819, un autre en 1889 et 1907. José-Maria de Heredia inclut une épigramme « À Hermès Criophore » (porteur de bélier) dans son recueil Les Trophées publié en 1893.

### Filmographie

#### Cinéma
- 1963 : Michael Gwynn l'interprète dans Jason et les Argonautes.
- 1997 : Paul Shaffer l'interprète dans Hercule.
- 2010 : 
  - Alexander Siddig l'interprète dans Le Choc des Titans.
  - Dylan Neal l'interprète dans Percy Jackson : Le Voleur de foudre.
- 2012 : Paul Warren l'interprète dans La Colère des Titans.
- 2013 : Nathan Fillion l'interprète dans Percy Jackson : La Mer des monstres.
- 2022 : Julien Bouanich l'interprète dans Pattie et la Colère de Poséidon.

#### Télévision
- 1998 : Patrice Dozier l'interprète dans Hercule.
- 2016 : épisode 9 Hermès, le messager indéchiffrable de Les Grands Mythes.
- 2018 : Félix Moati l'interprète dans 50 nuances de Grecs.
- 2023 : Lin Manuel Miranda l’interprète dans Percy Jackson et les Olympiens.

### Théâtre
Hermès ou Mercure apparait dans plusieurs pièces tel qu'Amphitryon de Plaute ou Amphitryon de Molière, où le dieu assume son rôle de messager. En 2019, Arnaud Beaujeu crèe Hermès le dieu espiègle sur une mise en scène de Sylvie Osman. En 2021, L'Epopée d'Hermès est librement inspiré de Le Feuilleton d'Hermès de Murielle Szac.

### Architecture
La tête sculptée d'Hermès apparaît parfois, coiffées du pétase ailé, sur les façades de bâtiments à vocation commerciale, comme le siège de la Banque Buurmans édifié en 1927 en style Art déco à Bruxelles en Belgique.

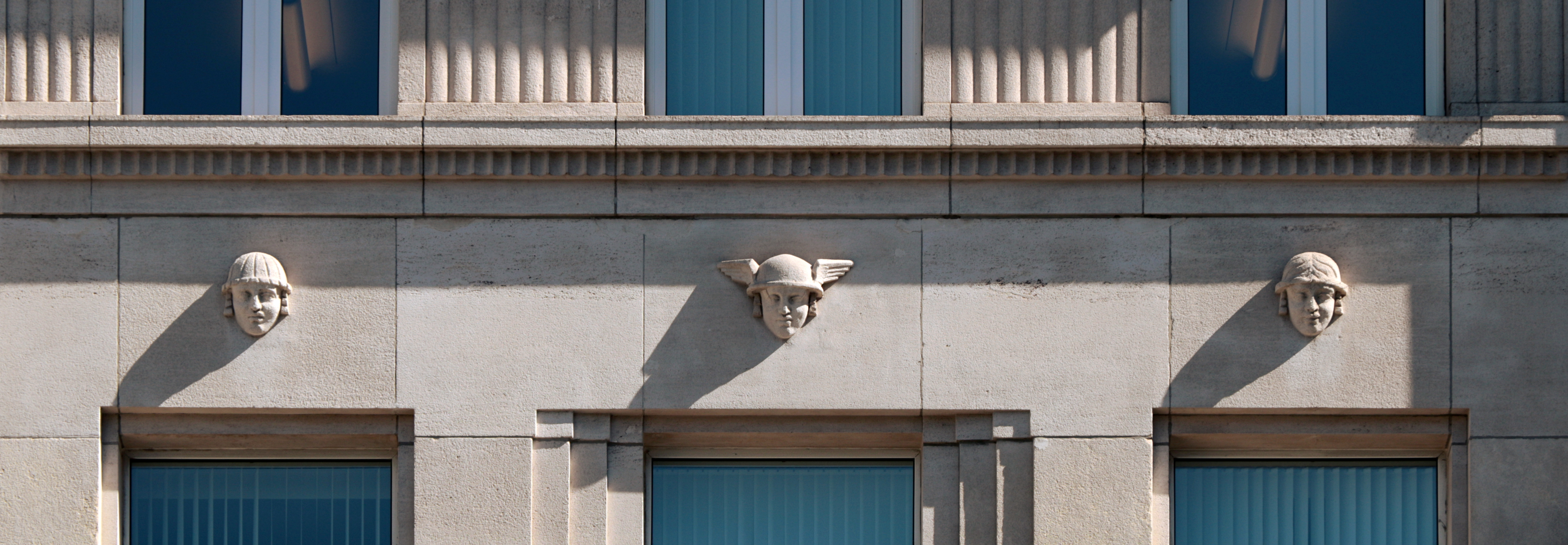
Hermès sur la façade de la Banque Buurmans à Bruxelles.

### Sources primaires
- Émile Chambry, Alain Billault, Émeline Marquis et Dominique Goust (trad. du grec ancien par Émile Chambry, préf. Alain Billault), Lucien de Samosate : Œuvres complètes, Paris, Éditions Robert Laffont, coll. « Bouquins », 2015, 1248 p. (ISBN 978-2-221-10902-1).
- Pierre Pellegrin (dir.) (trad. du grec ancien), Aristote : Œuvres complètes, Paris, Éditions Flammarion, 2014, 2923 p. (ISBN 978-2-08-127316-0)
- Les Caractères (trad. du grec ancien par Nicolas Waquet, préf. Nicolas Waquet), Paris, Payot & Rivages, coll. « La Petite Bibliothèque », 2010, 112 p. (ISBN 978-2-7436-2138-4)

### Sources secondaires
- (en) Walter Burkert (trad. John Raffan), Greek Religion [« Griechische Religion des archaischen und klassichen Epoche »], Oxford, Blackwell, 1985 (éd. orig. 1977) (ISBN 978-0-631-15624-6), p. 156-159.
- (en) Timothy Gantz, Early Greek Myth, Johns Hopkins University Press, 1993 [détail de l’édition], p. 105-112.
- Jean Haudry, Le feu dans la tradition indo-européenne, Milan, Archè, 2016, 535 p. (ISBN 978-88-7252-343-8).
- Dominique Jaillard, Configurations d'Hermès : une "théologie hermaïque", Liège, Centre international d'étude de la religion grecque antique, Kernos supplément no 17, 2007.
- Laurence Kahn, Hermès passe ou les Ambiguïtés de la communication, Paris, Éditions Maspero, 1978.
- Pierre Lévêque et Louis Séchan, Les grandes divinités de la Grèce, Éditions E. de Boccard, 1966, 448 p. (ISBN 978-2-200-37211-8)
- (de) Henning Wrede, Die Antike Herme, Mainz am Rhein, Ph. von Zabern, cop., 1986.
- (en) Paul-Louis van Berg, « Hermes and Agni : a fire-god in Greece ? », Proceedings of the Twelth Annual UCLA Indo-European Conference, 2001, p. 189-204 .

### Sources radiophoniques
- Pierre Judet de La Combe, Hermès, le dieu fourbe et farceur, qui conduisait les âmes des morts dans l’Invisible, 54 min, 1 octobre 2022, France-Inter.
- Paul Schubert, « Hermès et la lyre », Mythomane, Radio télévision suisse, 3 mai 2015 (consulté le 27 avril 2020)